# Maxillaria regeliana
Maxillaria regeliana är en orkidéart som beskrevs av Célestin Alfred Cogniaux. Maxillaria regeliana ingår i släktet Maxillaria och familjen orkidéer. Inga underarter finns listade i Catalogue of Life.